# À chacun son Dew
À chacun son Dew (The False Inspector Dew) est un roman policier humoristique et historique de Peter Lovesey publié en 1982.

## Résumé
En 1921, Alma Webster, grande lectrice de romans, tombe passionnément amoureuse de son dentiste, Walter Baranov. Mais pour que les tourtereaux puissent vivre librement leur amour, il faut que Walter accomplisse seulement une petite tâche bien prévisible : assassiner sa femme. 
Inspirés par l'affaire réelle du Dr Hawley Harvey Crippen, les complices projettent d'assassiner l'épouse à bord du paquebot Mauretania. Le dentiste prend alors l'identité de l'inspecteur Walter Dew, l'ennemi juré de Crippen. Or, quand l'assassinat se produit à bord du navire le capitaine invite l'inspecteur Dew à mener l'enquête.

## Particularité du roman
Le registre comique du roman de Lovesey est « un hommage à l'époque des nickelodeons et aux films burlesques des fameux Keystone Cops et des Bathing Beauties ».

## Honneurs et distinctions
À chacun son Dew remporte le Gold Dagger Award 1982.
À chacun son Dew occupe également la 27e place au classement des cent meilleurs romans policiers de tous les temps établi par la Crime Writers' Association en 1990.